# Josefa Llanes Escoda
Josefa Llanes Escoda (Dingras, 20 settembre 1898 – Manila, 6 gennaio 1945) è stata un'attivista filippina, grande leader civico e assistente sociale.
Fu una nota sostenitrice filippina del diritto di suffragio delle donne e fondatrice delle Girl Scout delle Filippine.

## Biografia
Josefa Llanes Escoda nacque a Dingras. Era la maggiore dei sette figli di Mercedes Madamba e Gabriel Llanes: crebbe con un'idea instillata del vero servizio cristiano.  Si diceva che sua madre fosse una donna dolce e amorevole che insegnava ai suoi figli l'importanza di servire la gente. 
Dopo aver ottenuto il certificato del suo insegnante, divenne assistente sociale per il capitolo filippino della Croce Rossa americana (le Filippine erano allora una colonia degli Stati Uniti). La Croce Rossa le concesse una borsa di studio negli Stati Uniti, dove conseguì una laurea magistrale in Sociologia alla Columbia University nel 1925. Mentre era negli Stati Uniti, Josefa si unì a un gruppo di studenti stranieri che sostennero di tutto cuore un progetto di International House a New York. Durante il suo tempo libero nella International House, accettò impegni linguistici. Era anche sua abitudine indossare un abito Filipiniana durante i suoi giri di conferenze per suscitare l'interesse degli stranieri nelle Filippine. 
Durante il suo primo viaggio negli Stati Uniti, mentre era alla Women's International League for Peace and Freedom (1925), conobbe Antonio Escoda, un giornalista del Philippine Press Bureau che sposò in seguito e con cui ebbe due figli.

### Girl Scouts delle Filippine
Tornò nuovamente nelle Filippine nel 1912 per sottoporsi a un intenso addestramento sponsorizzato dai Boy Scouts delle Filippine. In seguito, ha iniziato a formare giovani donne per diventare leader di scout girl, quindi ha proceduto all'organizzazione delle Girl Scouts delle Filippine. Il 26 maggio 1913, il presidente Manuel Quezón firmò la carta delle Girl Scout delle Filippine. Josefa divenne il primo esecutivo nazionale del gruppo.

### L'invasione delle Filippine
Durante la seconda guerra mondiale, le forze giapponesi invasero le Filippine. Nel 1944, le notizie delle attività clandestine di Josefa Llanes Escoda e di suo marito Antonio arrivarono in lungo e in largo. Mentre l'occupazione giapponese si estendeva, Josefa Llanes Escoda e Antonio avevano intensificato le loro attività di "contrabbando", di inviare medicine, vestiti, messaggi e cibo a prigionieri di guerra filippini e internati americani nei campi di concentramento.
Il marito di Josefa Llanes Escoda, Antonio, fu arrestato nel giugno del 1944 e Josefa Llanes Escoda fu arrestata due mesi dopo, il 27 agosto. Fu imprigionata a Fort Santiago, nella stessa prigione di suo marito, Antonio Escoda, che fu giustiziato nel 1944 insieme al generale Vicente Lim, che fu imprigionato con lui. Il 6 gennaio 1945, Josefa Llanes Escoda fu quindi evidentemente presa e tenuta in uno degli edifici dell'Università Far Eastern occupati dai giapponesi. Trasferita su un camion da trasporto giapponese, si presume che sia stata giustiziata e sepolta in una tomba anonima, nel Cimitero di La Loma o nel cimitero cinese di Manila, che le forze giapponesi usavano come luogo dell'esecuzione e della sepoltura per migliaia di filippini che resistettero all'occupazione giapponese.

## Onori
Una strada e un edificio hanno preso il suo nome e un monumento è stato dedicato alla sua memoria. Era anche raffigurata sulla banconota da 1000 pesos come uno dei tre filippini martirizzati dalle forze armate giapponesi. 
Le Girl Scout delle Filippine rendono omaggio a Josefa Llanes Escoda ogni 20 settembre celebrando il suo anniversario di nascita con attività che creerebbero ulteriore consapevolezza del suo martirio e del suo contributo allo sviluppo giovanile.